# LA Rota dos Móveis/Saison 2010
Dieser Artikel listet Erfolge und Mannschaft des Radsportteams LA Rota dos Móveis in der Saison 2010 auf.

## Erfolge in der Continental Tour
| Datum      | Rennen                                                 | Kat. | Fahrer        |
| ---------- | ------------------------------------------------------ | ---- | ------------- |
| 10. Juli   | 3. Etappe Grande Prémio Internacional de Torres Vedras | 2.2  | José Mendes   |
| 11. August | 6. Etappe Volta a Portugal                             | 2.1  | José Mendes * |

 *  Die Etappe wurde von Joaquín Ortega gewonnen und diesem wegen Dopings aberkannt.

## Zugänge – Abgänge
| Zugänge        | Team 2009         | Abgänge             | Team 2010                          |
| -------------- | ----------------- | ------------------- | ---------------------------------- |
| Hernâni Broco  | Liberty Seguros   | Celestino Pinho     | Centro Ciclismo de Loulé-Louletano |
| Filipe Cardoso | Liberty Seguros   | Constantino Zaballa | Centro Ciclismo de Loulé-Louletano |
| José Mendes    | Liberty Seguros   | Héctor Aguilar      | Funvic-Pindamonhangaba             |
| Edgar Pinto    | Liberty Seguros   | Joaquim Andrade     | Karriereende                       |
| Nélson Rocha   | Madeinox Boavista | Bruno Barbosa       | Unbekannt                          |
|                |                   | David Vaz           | Unbekannt                          |

## Mannschaft
| Name                | Geburtstag        | Nationalität |
| Marcio Barbosa      | 20. Februar 1986  | Portugal     |
| Hernâni Broco       | 13. Juni 1981     | Portugal     |
| Rubén Calvo         | 6. April 1985     | Spanien      |
| Miguel Ángel Candil | 21. November 1983 | Spanien      |
| Filipe Cardoso      | 15. Mai 1984      | Portugal     |
| José Mendes         | 24. April 1985    | Portugal     |
| Edgar Pinto         | 27. August 1985   | Portugal     |
| Nélson Rocha        | 11. Juni 1985     | Portugal     |
| Hugo Sabido         | 14. Dezember 1979 | Portugal     |
| Bruno Sancho        | 13. Dezember 1985 | Portugal     |
| Virgilio dos Santos | 29. Mai 1976      | Portugal     |